# Allium nebrodense
L'aglio dei Nebrodi o aglio delle Madonie (Allium nebrodense Guss.) è una pianta appartenente alla famiglia delle Amaryllidaceae, endemica della Sicilia.

## Descrizione
È una pianta erbacea geofita bulbosa alta da 12 a 25 cm.
Ha un fusto gracile (1,5 mm di diametro) che termina con una infiorescenza pauciflora ombrelliforme. I tepali sono giallo-bruni, con sfumature rossicce.

## Distribuzione e habitat
È un endemismo siciliano del distretto madonita.

## Tassonomia
Sistema Cronquist
ordine: Liliales
famiglia: Liliaceae
Classificazione APG II
Ordine: Asparagales
Famiglia: Alliaceae
Classificazione APG III - APG IV
Ordine: Asparagales
Famiglia: Amaryllidaceae
Sottofamiglia: Allioideae